# NGC 285
NGC 285 је елиптична галаксија у сазвежђу Кит која се налази на NGC листи објеката дубоког неба.
Деклинација објекта је - 13° 9' 37" а ректасцензија 0h 53m 29,8s. Привидна величина (магнитуда) објекта NGC 285 износи 14,7 а фотографска магнитуда 15,7. NGC 285 је још познат и под ознакама KAZ 377, NPM1G -13.0037, PGC 3141.